# Фифт Дайменшън
Фифт Дайменшън е американска вокална група, изпълняваща песни в стиловете поп, ритъм енд блус, соул и джаз.
Оригиналното название на групата е Хай Файс, но през 1966 г. го променят на Фифт Дайменшън. В края на 60-те и началото на 70-те популяризират хитовете Up, Up And Away, Stoned Soul Picnic, Aquarius/Let The Sunshine In, Wedding Bell Blues, One Less Bell To Answer, (Last Night) I Didn't Get To Sleep At All и Magic Garden.
Петте оригинални члена са Били Дейвис младши, Флорънс Лару, Мерилин Макку, Ламонт Маклемор и Рон Таунсън. Продуцират музика с различни компании по време на дългогодишните си кариери. Първите им творби се появяват на лейбъла Соул Сити, който е започнат от работещия с Импириъл Рекърдс/Юнайтед Артистс Рекърдс музикант Джони Ривърс. По-късно записват музика с Бел/Ариста Рекърдс, Ей Би Си Рекърдс и Мотаун Рекърдс.
Някои от текстописците, които стават популярни чрез Фифт Дайменшън, поемат по самостоятелни професионални пътища. Това се случва и с Ашфорд и Симпсън, които пишат California Soul. Фифт Дайменшън намират повече успех с песните на Лора Найро, отколкото самата Найро. Това е валидно за песните Stoned Soul Picnic, Sweet Blindness, Wedding Bell Blues, Blowin' Away и Save The Country. Групата също така кавърира музика на известни текстописци като One Less Bell To Answer на Бърт Бакарак и Хал Дейвид и песните и музиката на Джими Уеб, който съчинява хита им Up, Up and Away, включително цяла плоча с песни на Уеб, кръстена The Magic Garden.